# ابيرام
شركة ابيرام هي شركة مدرجة في بورصات بورصة أمستردام وبورصة بروكسل وباريس وبورصة مدريد وبورصة لوكسمبورج ومع تسهيلات في البرازيل وبلجيكا وفرنسا، والتي تركز على إنتاج الفولاذ المقاوم للصدأ والتخصص الصلب . تم إخراجها من آرسيلور ميتال في بداية عام 2011 ؛ تمتلك المنشآت التي أصبحت ابيرام حوالي 27 ٪ من المبيعات في سوق الفولاذ المقاوم للصدأ اعتبارا من عام 2009. 
يستخدم المرفق البرازيلي الفحم من سلسلة من غابات الأوكالبتوس التي تملكها وتديرها المجموعة  بدلاً من فحم الكوك لتقليل المواد ؛ تستخدم المنشآت الأوروبية أفران القوس الكهربائي التي تغذيها الخردة. استخدام الفحم يقلل من CO2 البصمة للمنشأة.